# ANDE-MAA
ANDE-MAA (Atmospheric Neutral Density Experiment - Mock ANDE Active, auch Navy-OSCAR 61) war ein US-amerikanischer Forschungs- und Amateurfunksatellit, der zu Ausbildungszwecken an der United States Naval Academy entwickelt und gebaut wurde.

## Aufbau

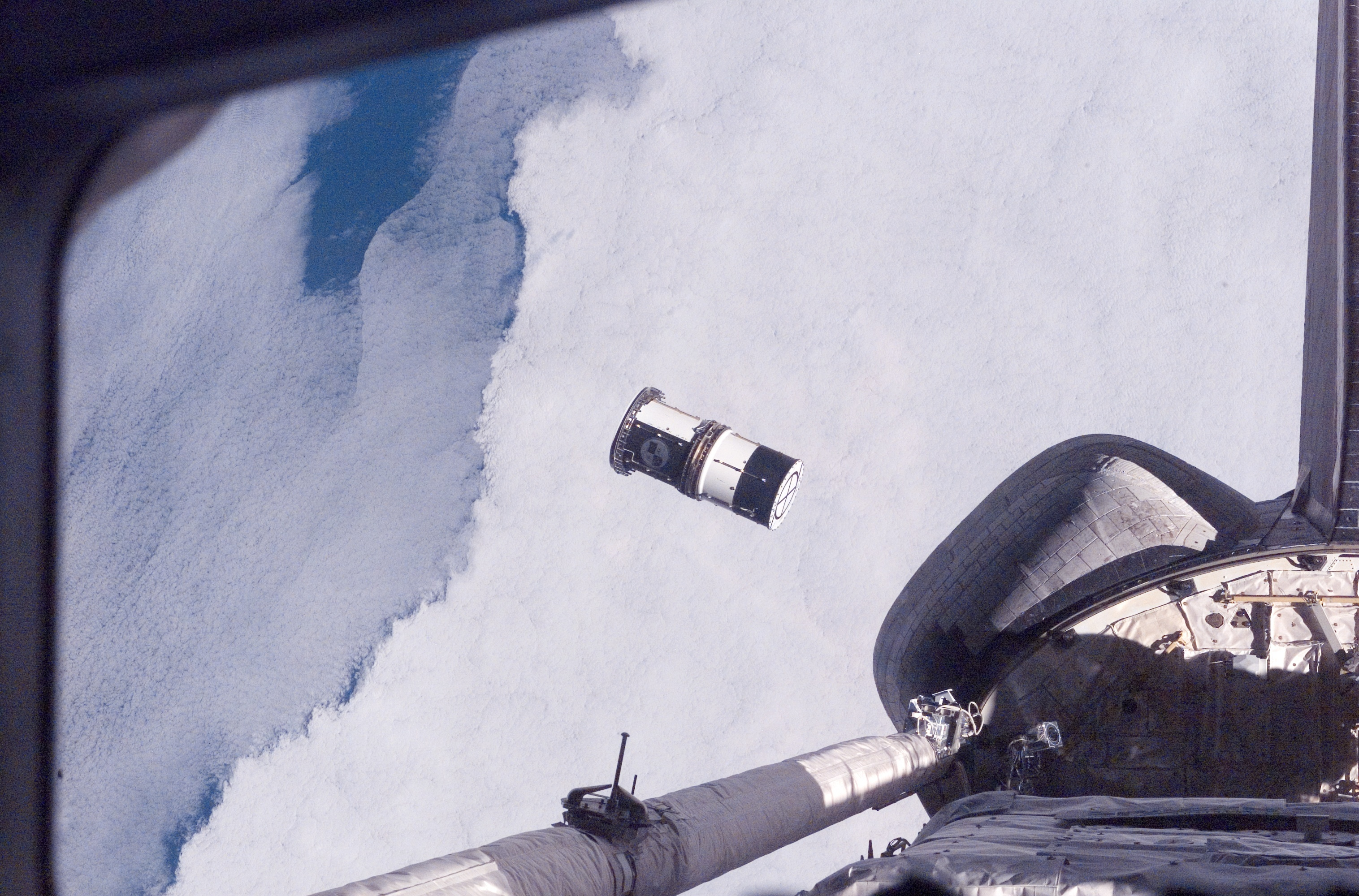
Freisetzung von ANDE-MAA und ANDE-FCal

Der 52 kg schwere ANDE-MAA hatte einen kugelförmigen Aufbau von 48 cm Durchmesser. Er diente der Kalibrierung von Radaranlagen. Für Amateurfunkverbindungen befand sich zudem ein APRS-Digipeater für das 70-Zentimeter-Band an Bord.

## Missionsverlauf
Der Satellit wurde am 21. Dezember 2006 zusammen mit dem gleicherorts entwickelten Satelliten ANDE-FCal während der Mission STS-116 vom Space Shuttle Discovery in eine niedrige Erdumlaufbahn freigesetzt.
Am 25. Dezember 2007 erfolgte der Wiedereintritt in die Erdatmosphäre.